# Коридор (типографика)
Коридо́р (англ. river — река) — термин в типографике, обозначающий несколько пробелов в смежных строках, выстроенных в вертикальный или наклонный ряд. Коридоры являются дефектом вёрстки, поскольку они отвлекают внимание глаза от горизонтального направления и тем самым ухудшают читаемость текста. Чтобы ускорить обнаружение коридоров в тексте, печатный текст можно перевернуть вверх ногами, а текст на мониторе просто размыть.
Коридоры могут появиться при использовании любого шрифта, однако они наиболее заметны при наличии широких пробелов для выравнивания текста по ширине или разделения предложений, а также при использовании моноширинного шрифта. Другой причиной появления коридоров может служить повторение длинного слова с регулярным промежутком — например, максимизация или оптимизация, — при малой общей ширине текста.
Схожий эффект может наблюдаться при наличии ряда из других малозаметных символов — точек, многоточий или тире, поскольку важно не столько наличие подряд идущего свободного пространства, сколько смещение акцента с ровно идущих строк горизонтального текста и промежутков между ними на другие направления. Крайний случай — даже наличие двух тире в конце строки отвлекает глаз от чтения.